# Apemosine
Nella mitologia greca,  Apemosine  era una delle figlie di Catreo, re di Creta, sorella di Altemene, Erope e Climene.

## Il mito
Un infausto oracolo informò Catreo che sarebbe morto per mano di uno dei suoi figli. Apemosine, preoccupata perché amava suo padre, decise con Altemene di andare spontaneamente in esilio sull'isola di Rodi, dove quest'ultimo chiamò il luogo del loro sbarco Cretinia; egli stesso, salito sul monte Atabirio, costruì un altare sacro a Zeus.
Poco tempo dopo, Ermes fu attratto dalla ragazza, che, tuttavia, gli sfuggiva, essendo più veloce di lui. Per farla sua, il dio mise alcune pelli di animale da poco scuoiate sulla strada che lei era solita percorrere mentre tornava dalla fonte. Apemosine scivolò e Ermes riuscì così a possederla, seppure con la violenza.
Quando la sorella informò dell'accaduto Altemene, egli non le credette e la uccise a calci. In seguito, sarebbe stato proprio lui ad ammazzare il padre, non riconoscendolo.

### Una possibile interpretazione del mito
Secondo lo studioso anglosassone Robert Graves, il mito della morte di Apemosine alluderebbe ad un fatto brutale accaduto a Camiro in età storica: infatti, in questa città, dove secondo la leggenda i due fratelli avrebbero trovato ospitalità, durante l'invasione da parte degli Ittiti, sarebbero state uccise tutte le profetesse di un collegio sacerdotale.
Le tre figlie di Catreo rappresenterebbero, poi, una delle tipiche triadi lunari della mitologia classica.

### Fonti antiche
- Pseudo-Apollodoro, Libro III 2,1